# Castle Balloch
Zámek Balloch (anglicky: Castle Balloch) leží severozápadně od skotského Glasgow, v národním parku Loch Lomond, u stejnojmenného jezera, poblíž vesnice Balloch (odtud jméno).
Zámek byl dostavěn roku 1809 v gotickém stylu. V okolí zámku je rozsáhlý park s nemalou sbírkou různých druhů keřů a stromů. Místo je pro svůj romantický vzhled častým cílem turistů.

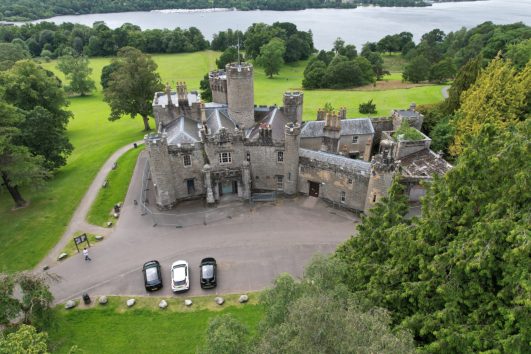
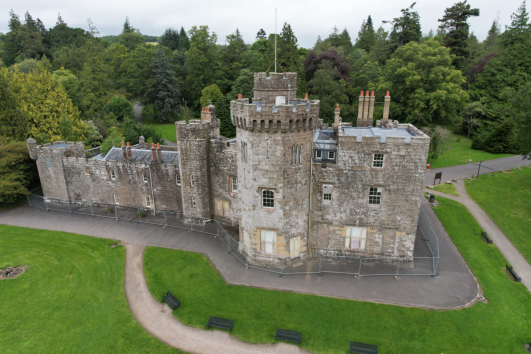
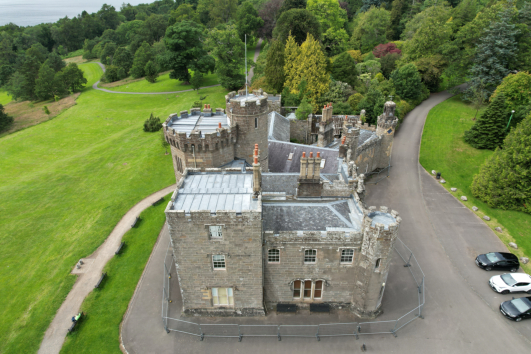
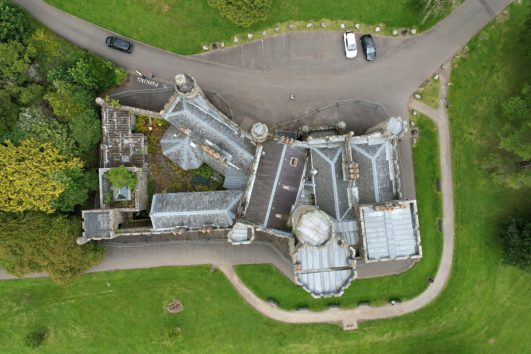